# 阿丽尔·阿特金斯
阿丽尔·阿特金斯（英語：Ariel Atkins，1996年7月30日—），美国女子篮球运动员，司职得分后卫，2020年夏季奥林匹克运动会女子金牌得主、2022年国际篮联女子篮球世界杯金牌得主。